# Austroneurorthus brunneipennis
Austroneurorthus brunneipennis là một loài côn trùng trong họ Nevrorthidae thuộc bộ Neuroptera. Loài này được Esben-Petersen miêu tả năm 1929.